# Jersika
Jersika (latin: Gercike, terra Lettia, tysk: Gercike, Zargrad, russisk: Ерсика, Герцике), også kendt som Lettia, var et fyrstedømme i den tidlige middelalder, der lå i den østlige del af det nuværende Letlands territorie. Hovedstaden Jersika var et fæstningsanlæg på en bakke 165 kilometer sydøst for Riga.

## Historie
Jersika blev etableret i det 10. århundrede som en udpost i Fyrstedømmet Polotsk på den gamle "vej fra varjagerne til grækerne". Det blev regeret af ortodoks kristne prinser fra den letgallisk-polotske del af Rurikslægten.
I 1209 blev prinsen af Jersika, Visvaldis, besejret militært af biskop Albert af Riga og Sværdbroderordenen, og hans litauiske kone blev taget til fange. Han blev tvunget til at overgive sit fyrstedømme til Albert som en ydelse til Ærkebispedømmet Riga, og modtog kun en del af det igen som et len. Visvaldis' feudale charter er det ældste dokument af slagsen der stadig eksisterer i Letland, og i dette charter kaldes Visvaldis "Kongen af Jersika" ("Vissewalde, rex de Gercike"; i et andet dokument også "Wiscewolodus rex de Gercike").
I 1211 blev den af Albert kontrollerede del af Jersika, også kendt som Lettia ("terra, quae Lettia dicitur"), delt mellem Ærkebispedømmet Riga og Sværdbroderordenen..
Efter Visvaldis' død i 1239 overgik hans len til Den Liviske Orden, men dette blev gentagne gange anfægtet af Storfyrstendømmet Litauens og Republikken Novgorods herskere, der i perioder søgte at erobre territoriet.